# Filialkirche Wasai

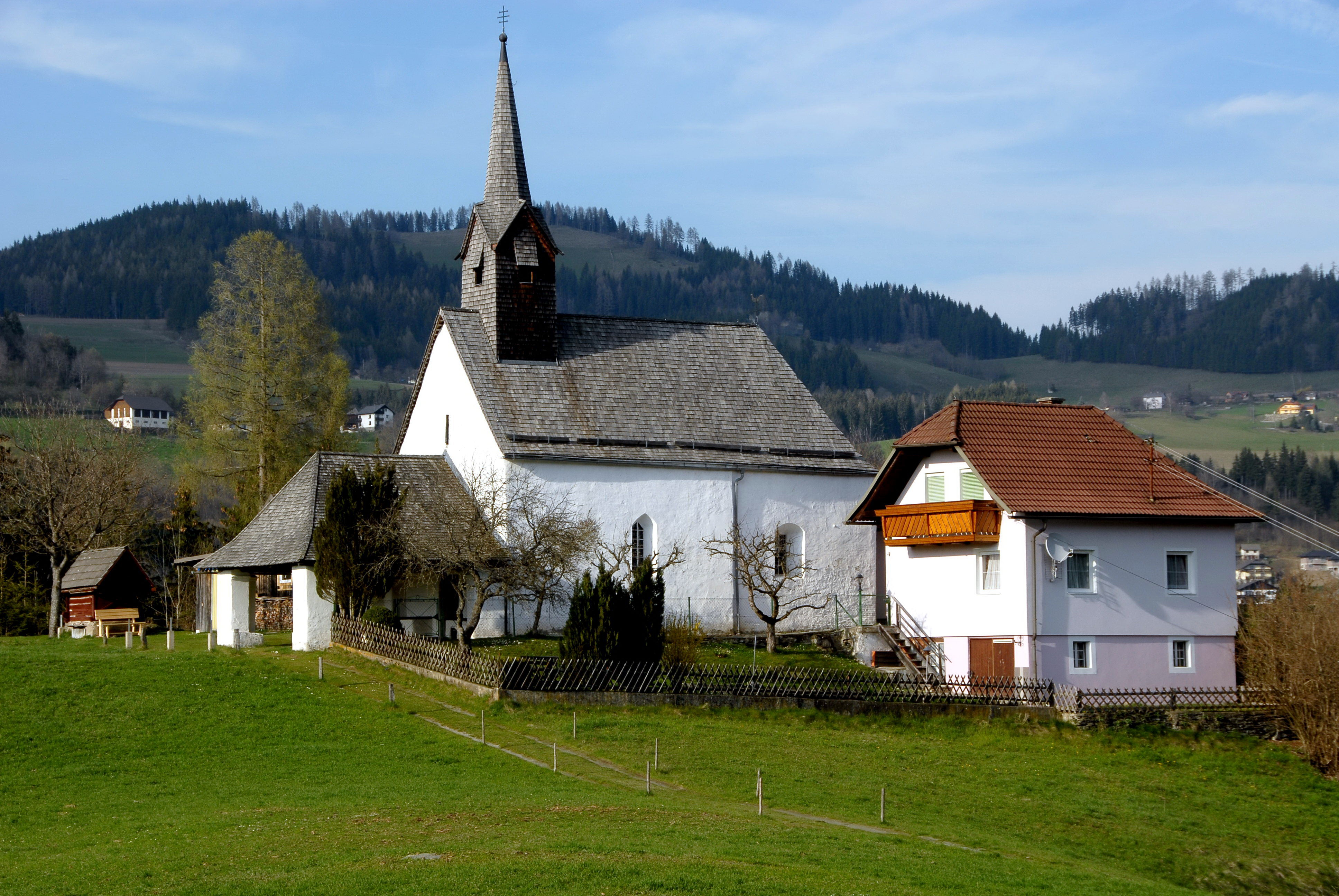
Filialkirche Wasai

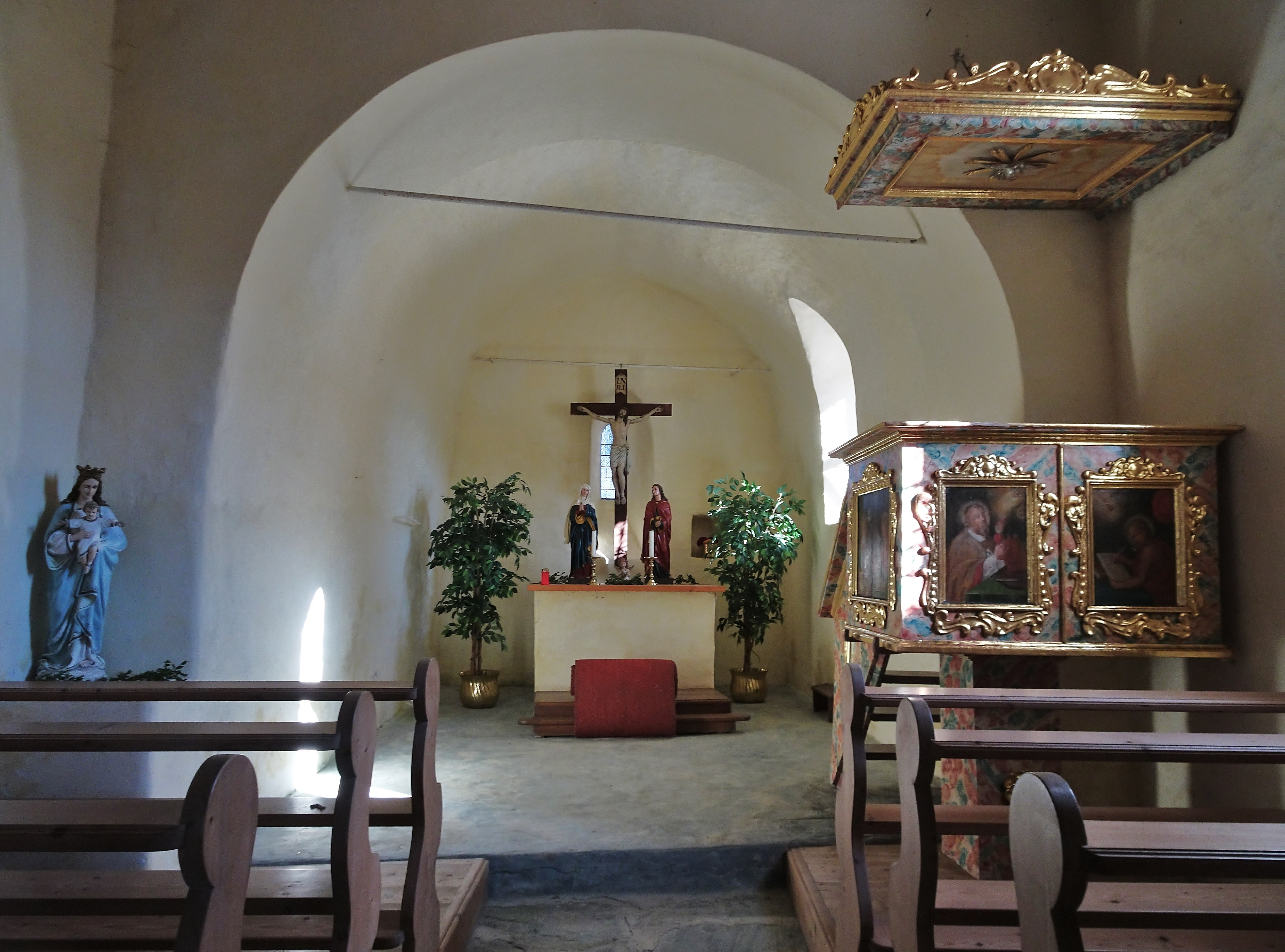
Innenansicht der Kirche

Die römisch-katholische Filialkirche Wasai in der Ortschaft Wasai der Gemeinde Liebenfels gehört zur Pfarre Liemberg in Kärnten. Die kleine Kirche steht auf einer Anhöhe des Rückens zwischen dem Glantal und dem Liembergbachtal. Das Gotteshaus wurde 1408 erstmals erwähnt. Ursprünglich stand die Kirche unter dem Patrozinium des heiligen Job, heute ist sie dem heiligen Martin geweiht. Früher führte die Strecke des Vierbergelaufes, einer alten Wallfahrt auf dem Weg zum Veitsberg über Wasai. Dort wurde eine Messe gehalten, heute verläuft der Pilgerweg über Liemberg.
Das Kirchengebäude besteht aus einem Langhaus mit einer flachen Holzdecke, einer sogenannten Riemlingdecke, einem Chor mit einem Tonnengewölbe und einer offenen Vorhalle. Das Kirchendach und der Dachreiter sind mit Lärchenschindeln gedeckt. Die Kanzel stammt aus dem dritten Viertel des 17. Jahrhunderts. Am Korb sind Kirchenlehrer, u. a. der hl. Gregor und der hl. Augustinus dargestellt. Der ursprüngliche Hochaltar der Kirche ist heute in der Kapelle der Straßburg aufgestellt.  

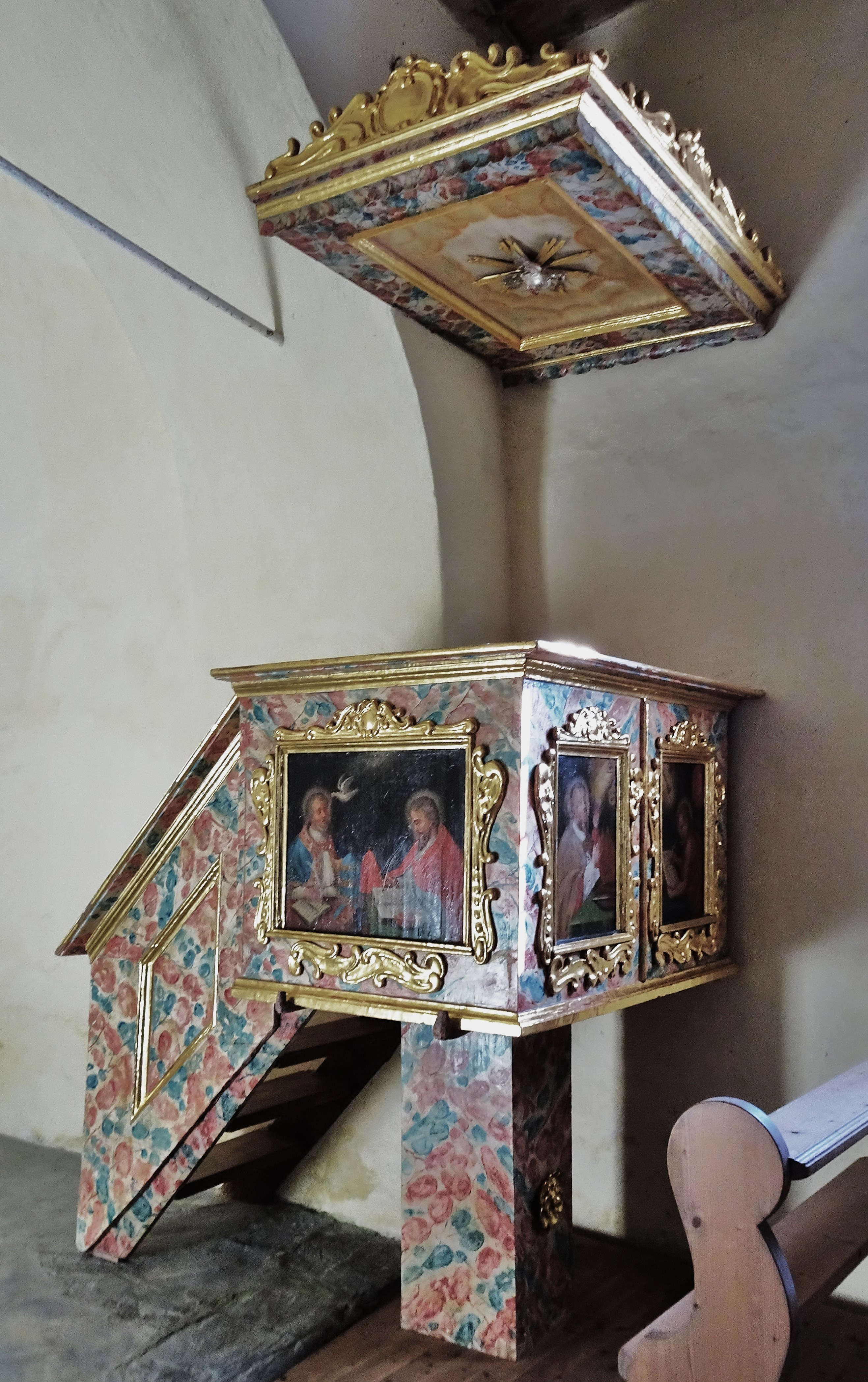
Die Kanzel
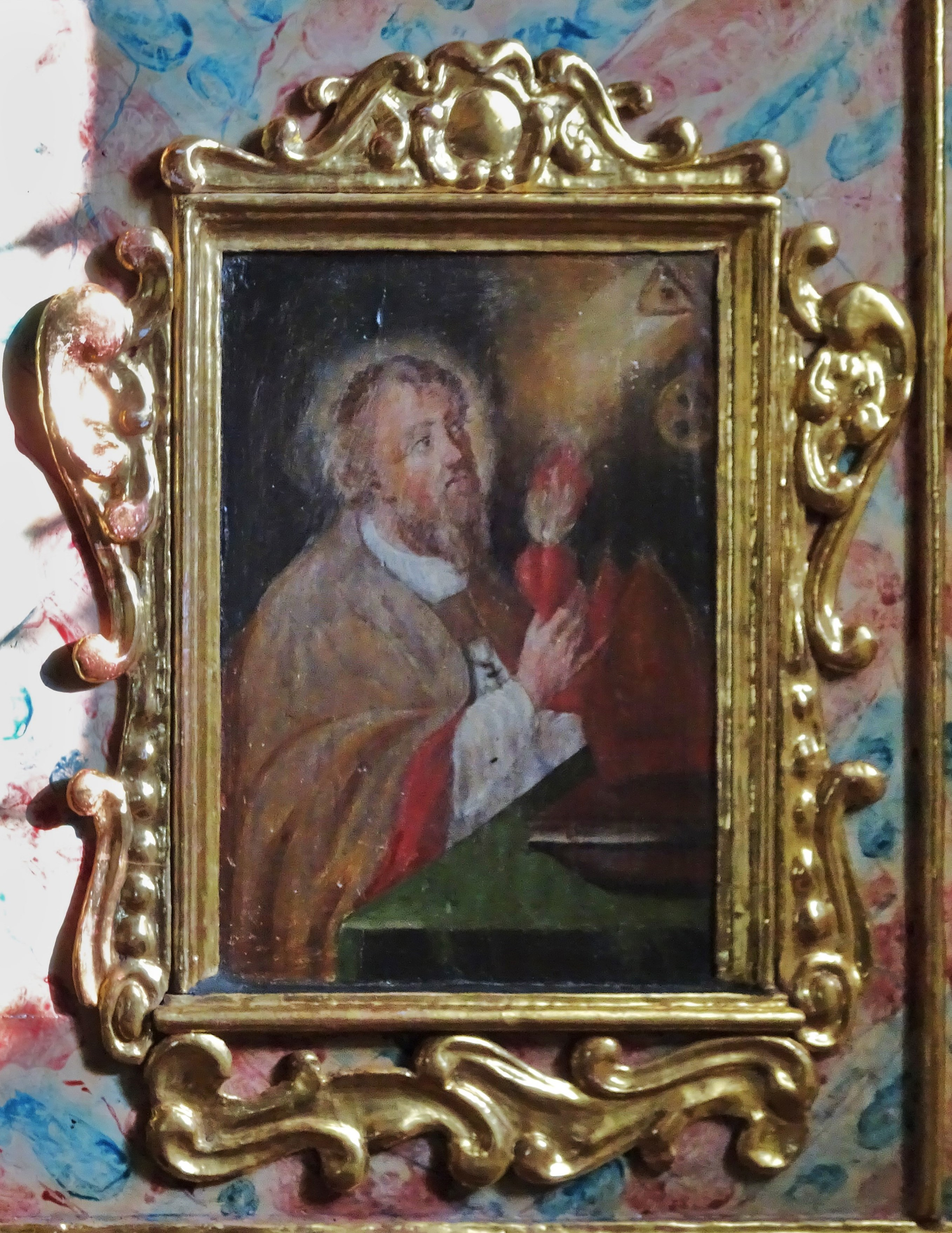
Gemälde des hl. Augustinus am Kanzelkorb